# Holopristis
Holopristis ist eine Gattung von Süßwasserfischen aus der Ordnung der Salmlerartigen (Characiformes). Sie kommt im nördlichen und mittleren Südamerika im Amazonasbecken, im Einzugsbereich des Orinocos und mit einer Art auch im Stromgebiet von Río Paraguay, Río Paraná und Río Uruguay vor. Zur Gattung zählen mit dem Schlusslichtsalmler und dem Karfunkelsalmler zwei relativ oft gehaltene Zierfische.

## Forschungsgeschichte und Merkmale

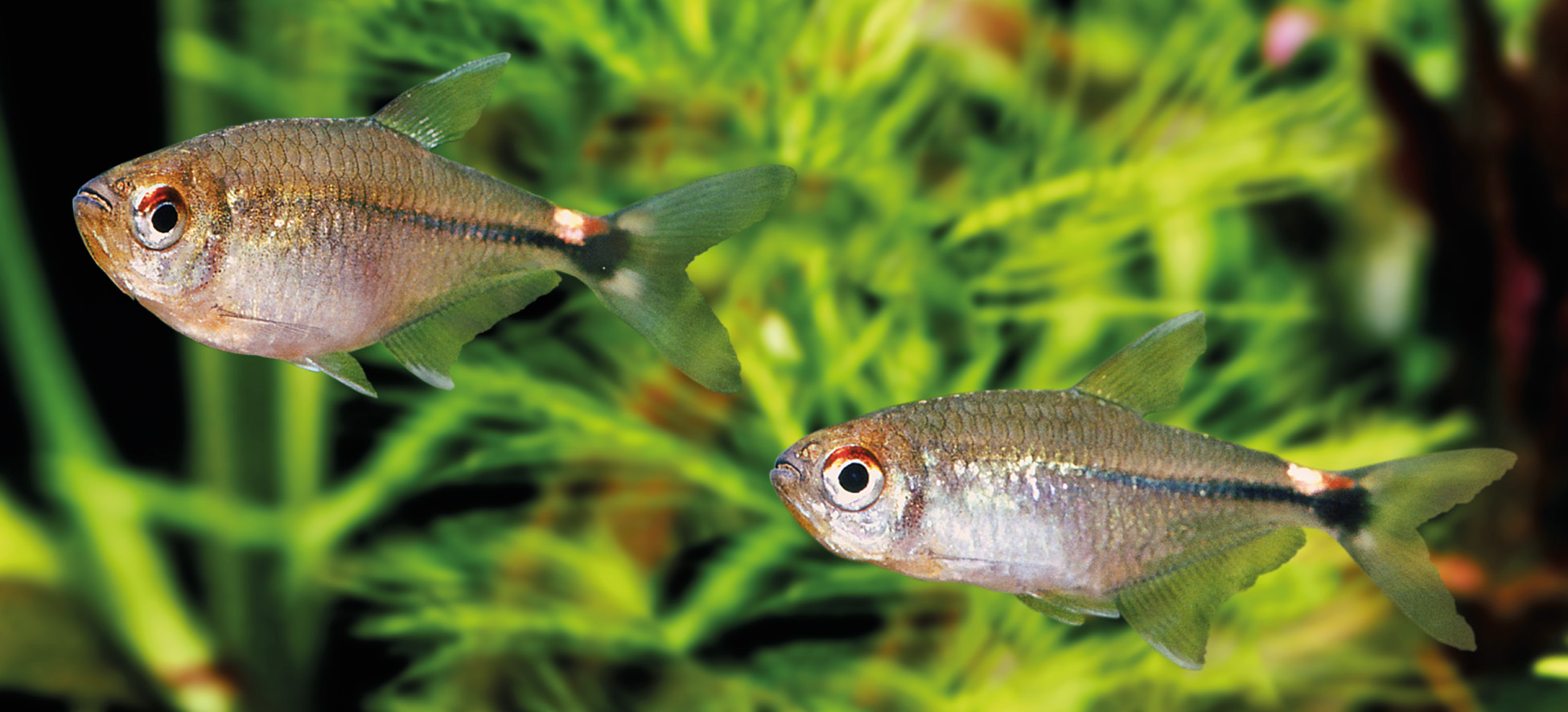
Holopristis falsus

Die Gattung wurde 1903 durch den amerikanischen Ichthyologen Carl H. Eigenmann mit Tetragonopterus ocellifer als Typusart eingeführt und in die nähere Verwandtschaft zur Gattung Hemigrammus gestellt. Diagnostische Merkmale der Gattung sind laut Eigenmann: Die Prämaxillare besitzt zwei Reihen von Zähnen, deren Kronen gerippt sind. Die Zähne der inneren Reihe sind gleich. Die Maxillare ist entlang ihres gesamten Randes mit Zähnen besetzt. Die Seitenlinie ist unterbrochen. Die Kiemenrechen sind borstenförmig. Ein Prädorsalstachel fehlt.
Im Jahr 1959 synonymisierte der französische Ichthyologe Jacques Géry Holopristis mit Hemigrammus. Wie zahlreiche molekularbiologische Studien zeigten, ist die Gattung Hemigrammus jedoch kein Monophylum, sondern besteht aus verschiedenen Artengruppe, die einander nicht immer die nächsten Verwandten sind. Eine dieser Gruppen, die Hemigrammus ocellifer-Artengruppe, bekam im Zuge einer 2024 veröffentlichten Revision der „Echten Salmler“ deshalb den Rang einer eigenständigen Gattung. Als Gattungsname wurde die 1903 durch Eigenmann eingeführte Bezeichnung Holopristis revalidiert.

## Arten
- Holopristis aguaruna (Lima et al., 2016)
- Holopristis falsus (Meinken, 1958)
- Holopristis guyanensis (Géry, 1959)
- Holopristis haraldi (Géry, 1961)
- Holopristis luelingi (Géry, 1964)
- Holopristis neptunus (Zarske & Géry, 2002)
- Schlusslichtsalmler (Holopristis ocellifer (Steindachner, 1882))
- Karfunkelsalmler (Holopristis pulcher Ladiges, 1938)
- Holopristis yinyang (Lima & Sousa, 2009)